# Nordisk Tonefilm
Nordisk Tonefilm var ett svenskt filmproduktionsbolag.
Nordisk Tonefilm bildades 1930 som dotterbolag till det danska filmproduktionsbolaget Nordisk Films Kompagni. Bolaget knöts 1944 till Folkets hus-rörelsen för att förse rörelsens biografer med filmer. Bolagets mest kända film blev Hon dansade en sommar. Nordisk Tonefilm övertogs 1947 av Sveriges Folkbiografer och blev deras produktionsbolag. Bolagets ekonomi försämrades i slutet av 1960-talet och bolaget såldes 1969.

## Filmproduktion i urval
- Hon dansade en sommar (1951)
- Hägringen (1959)